# Cantero (oficio)

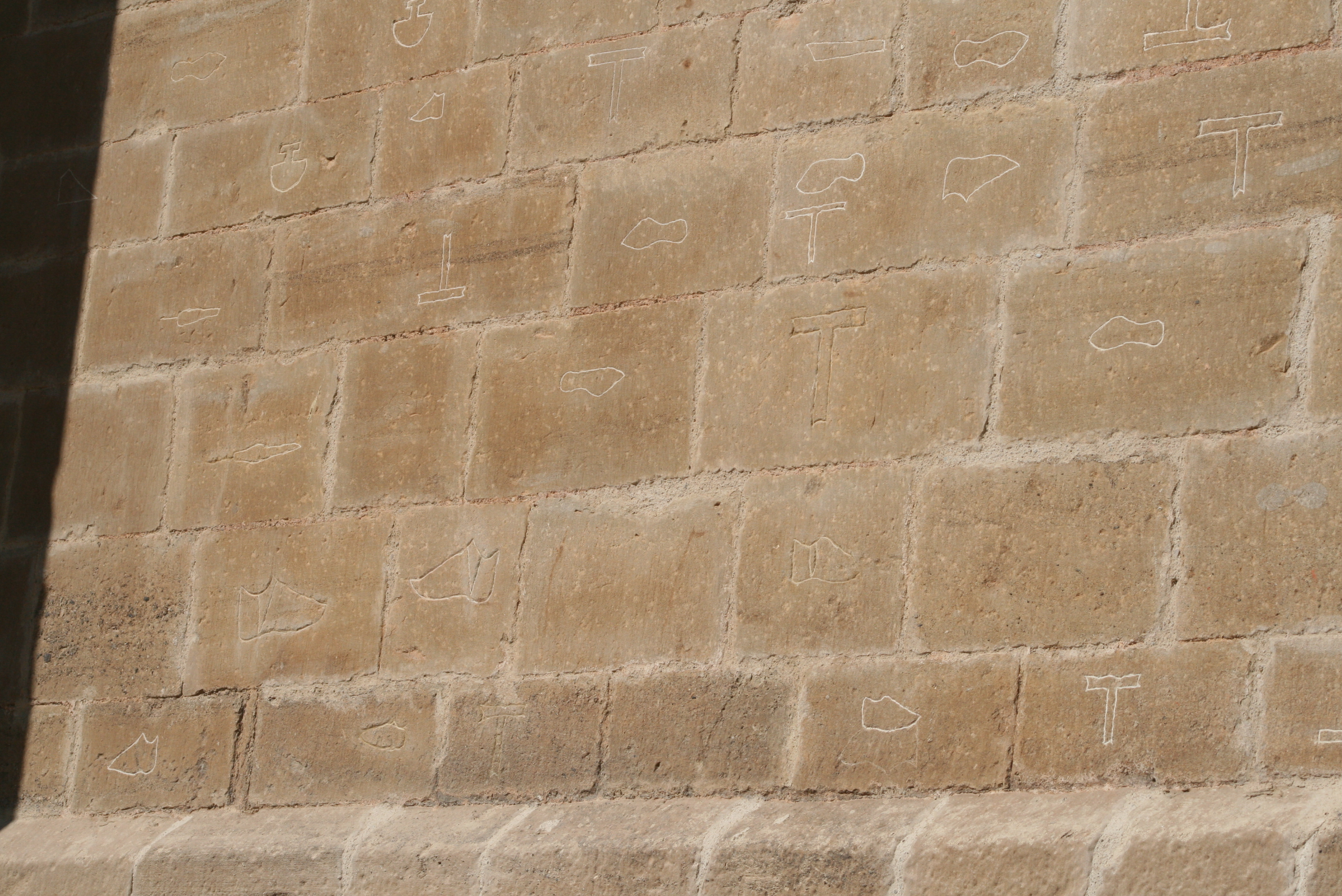
Marcas hechas por los canteros en los sillares de la parte exterior del muro del ábside de la Seo de Manresa

Un cantero es una persona que tiene como oficio trabajar la piedra para la construcción. A menudo quedaron agrupados en la misma cofradía profesional que los maestros de casas. Algunos canteros hacían trabajos de escultura.
Había, además, una diferencia entre los rompedores, los picadores o los picadores al fin, estos últimos encargados de las tareas más delicadas. Para distinguir los sillares que habían puesto o picado unos de otros, grababan unas marcas para saber cuándo debían cobrar con comparación de los sillares que habían puesto. Estas marcas solían aparecer en los muros, tanto interiores como exteriores.

## Historia

### Tiempos antiguos
Las grandes construcciones de piedra en Egipto, Grecia y Roma demuestran la actividad de los canteros. El estudio de los edificios y de las canteras permite aproximarse a la realidad de la profesión de cantero en épocas pasadas.

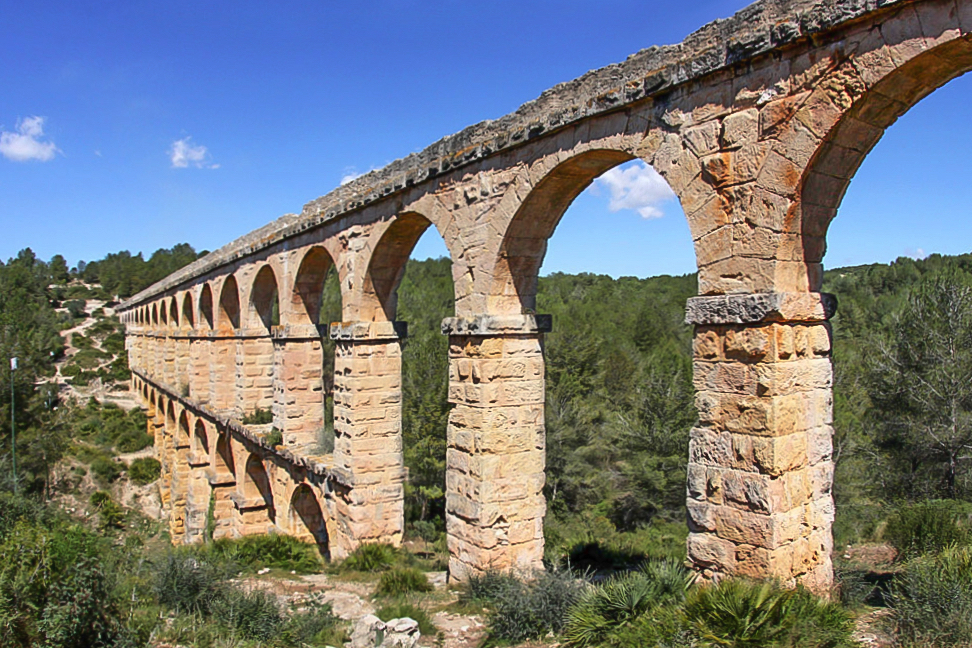
Acueducto romano cerca de Tarragona, llamado puente de les Ferreres o del Diablo: 217 m de largo y 27 m de altura, formado por 11 arcadas inferiores y 25 en el piso superior
El acueducto de Segovia visto desde la base
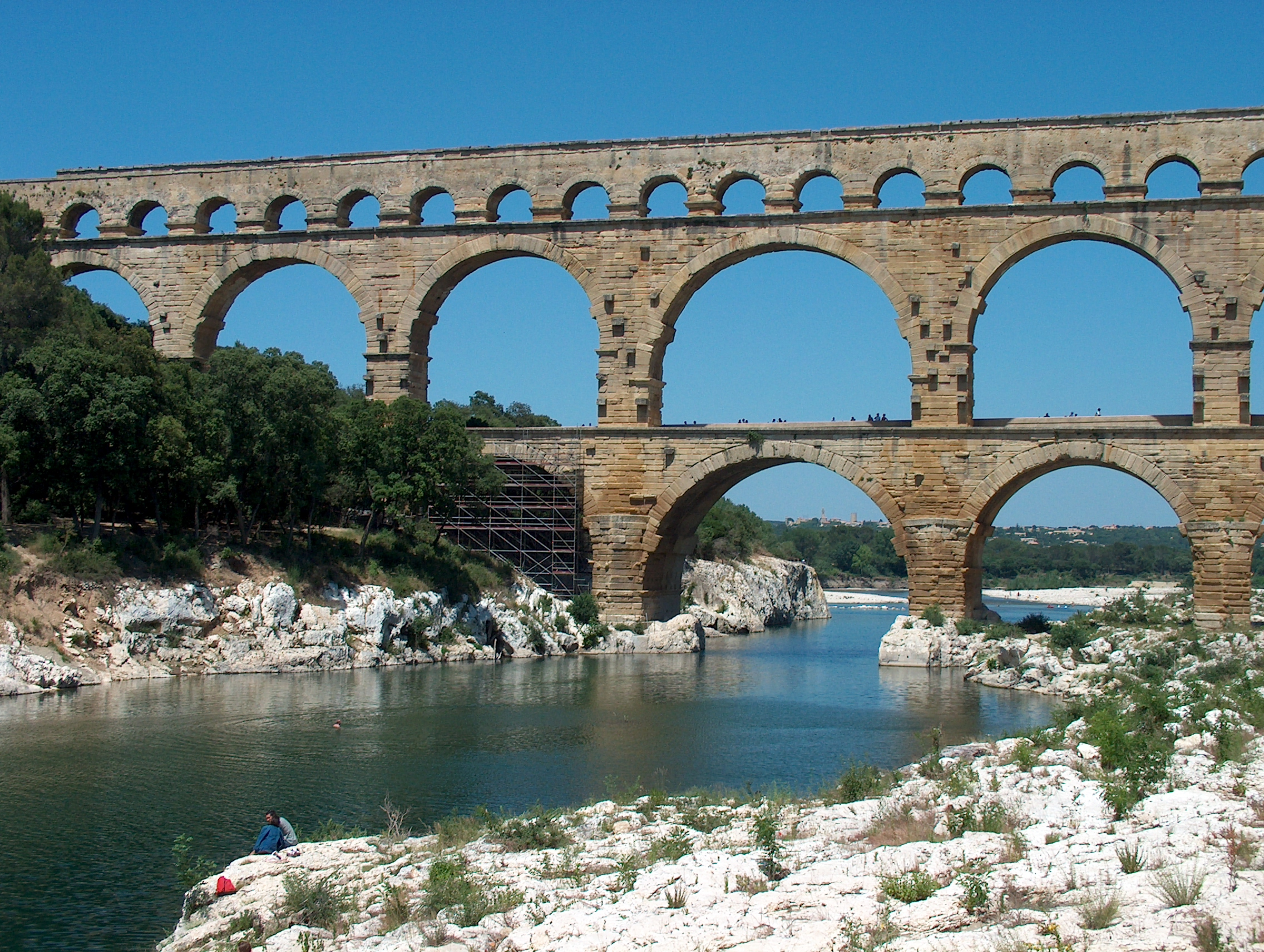
Pont du Gard, cerca de Nimes

### Edad Media
Además de casas y palacios, hay tres tipos de construcciones de piedra que demuestran el grado de perfección del arte de la cantería: las catedrales, las universidades y los castillos.

#### Claustros
A diferencia de otros elementos arquitectónicos, los claustros son accesibles y permiten observar directamente la categoría artística y profesional de los canteros.

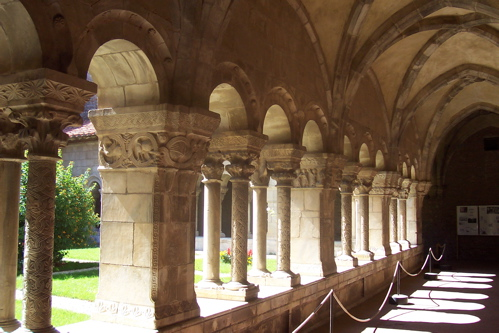
Claustro de Elna
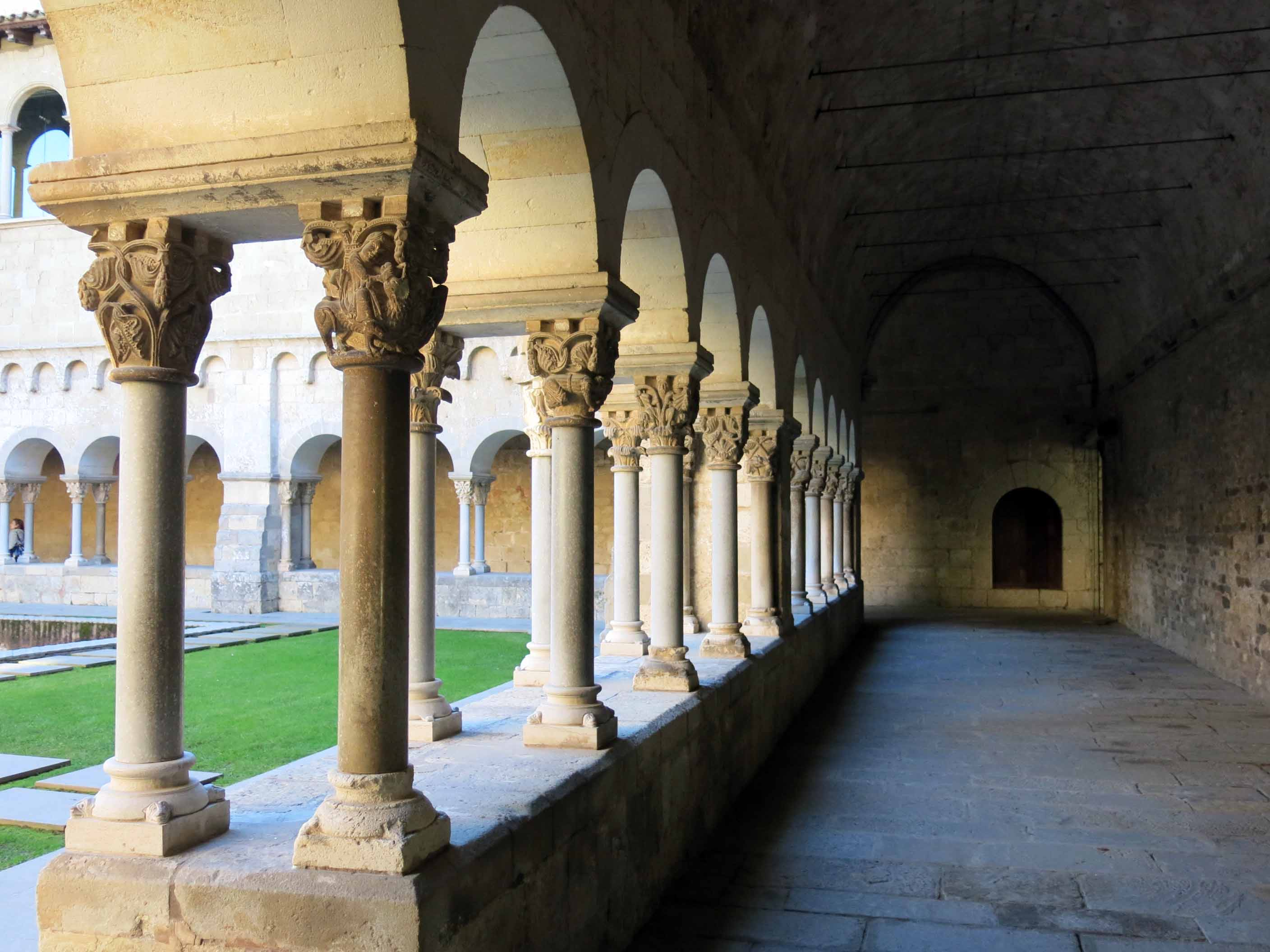
Claustro del monasterio de Sant Cugat del Vallès
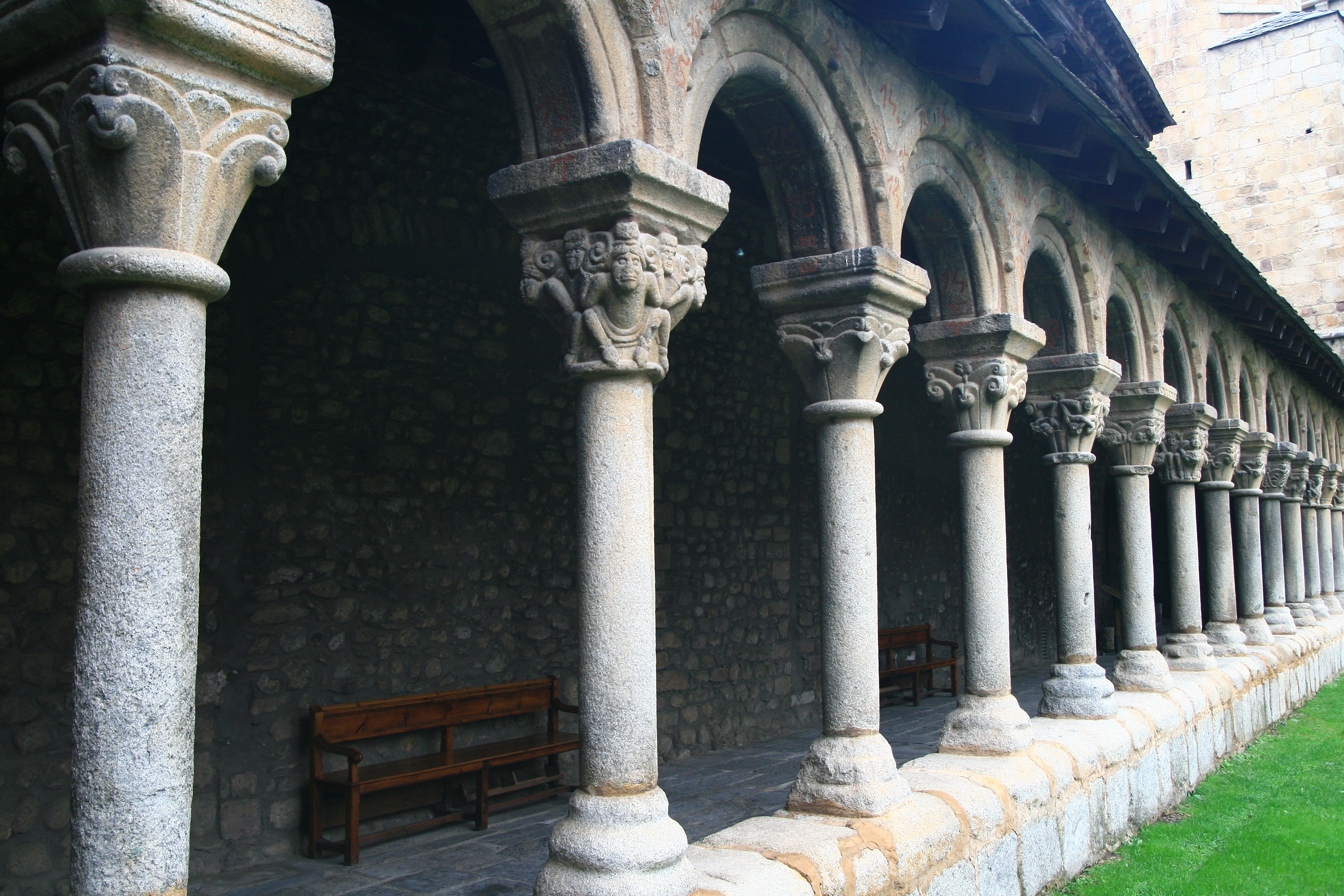
Claustro de la catedral de Santa María (Seo de Urgel)
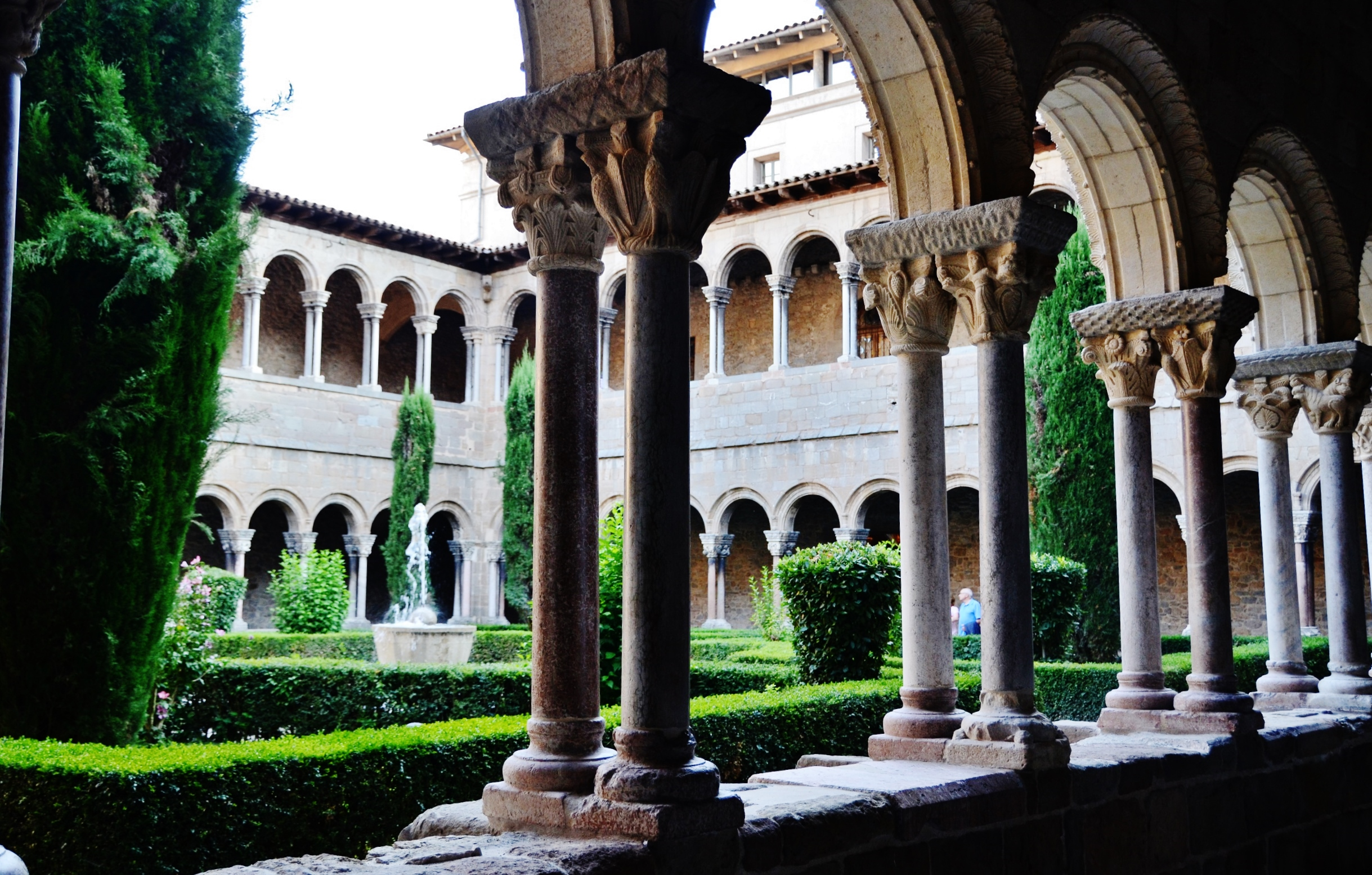
Claustro del monasterio de Santa María de Ripoll

#### Rosetones

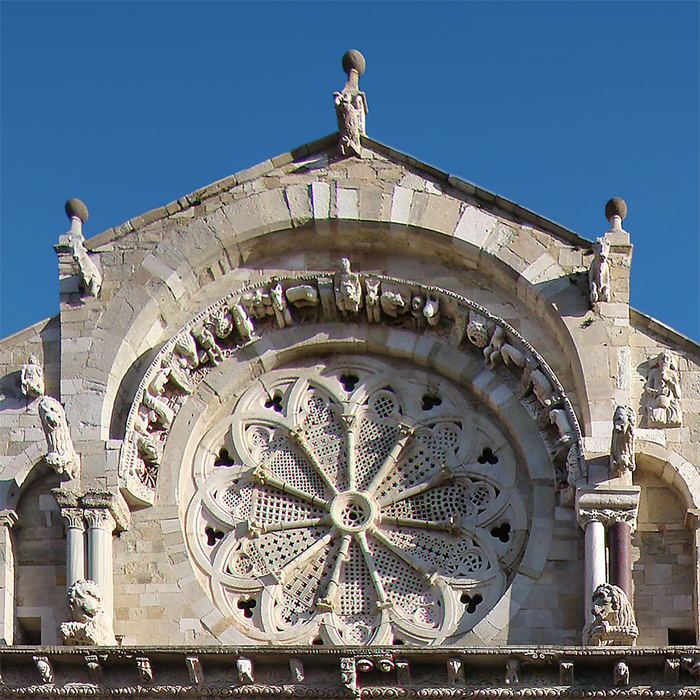
Italia, Catedral de Troya (1093-1125).
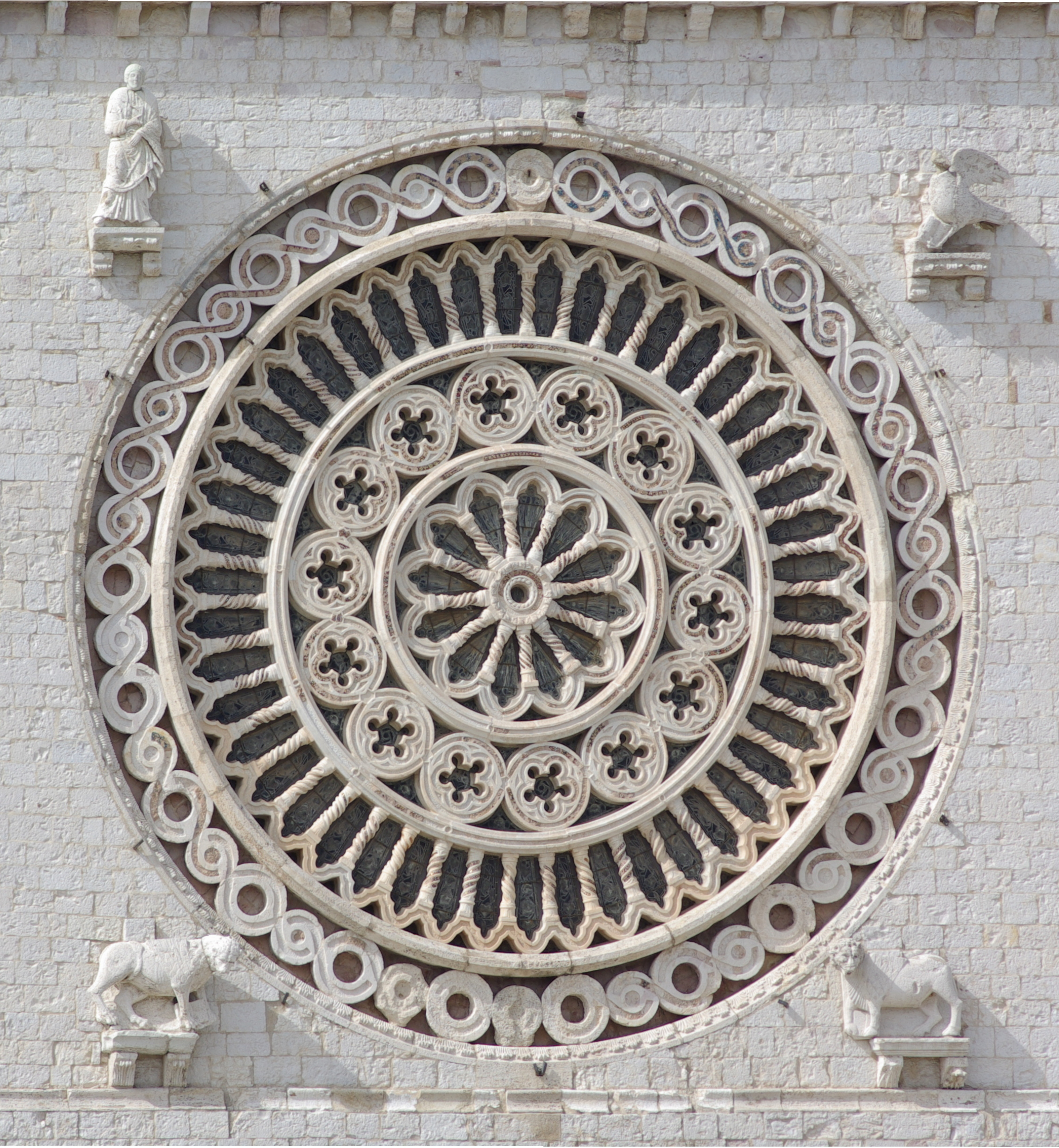
Italia, Basílica de San Francisco de Asís (1228-1253).
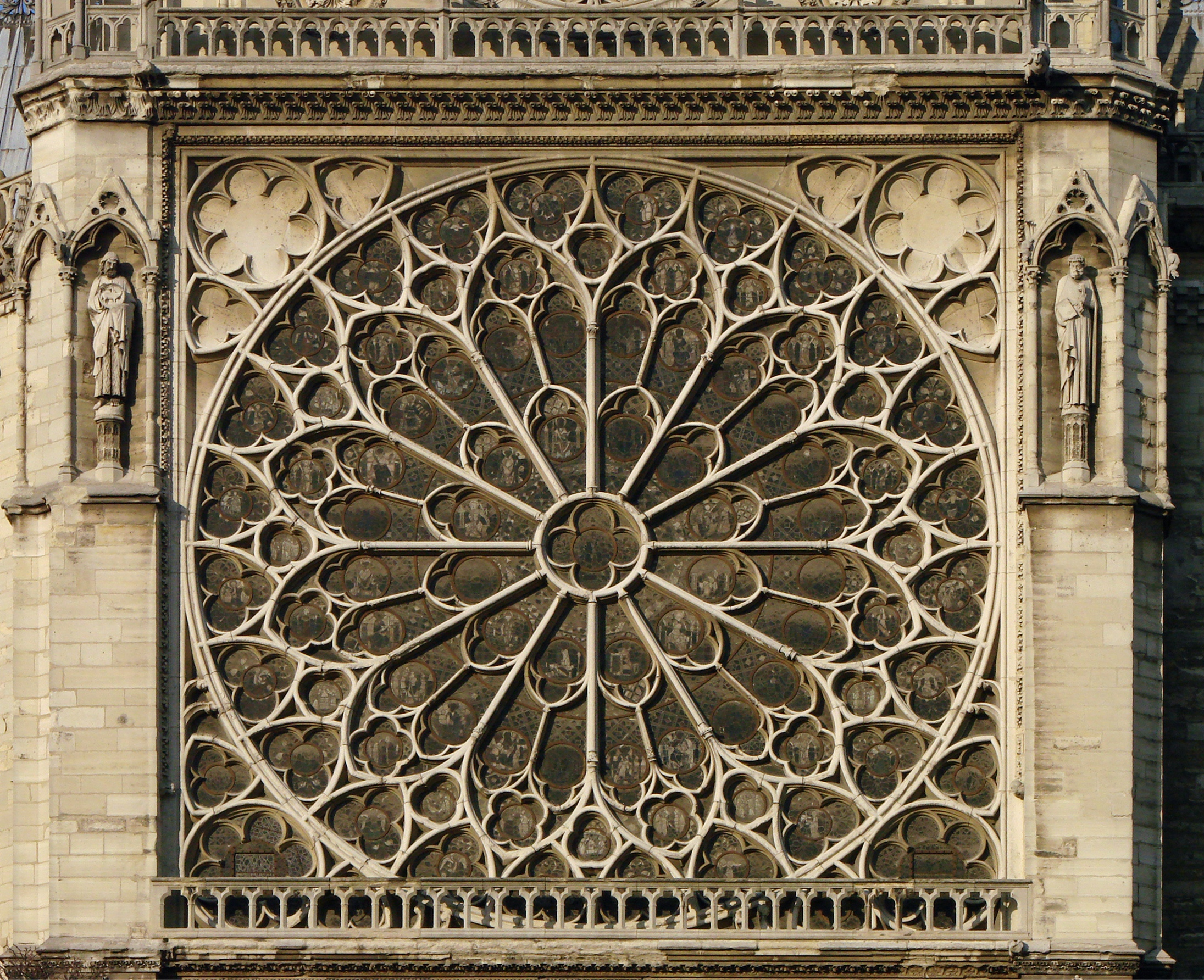
Francia, Notre Dame de París (1250-1260).
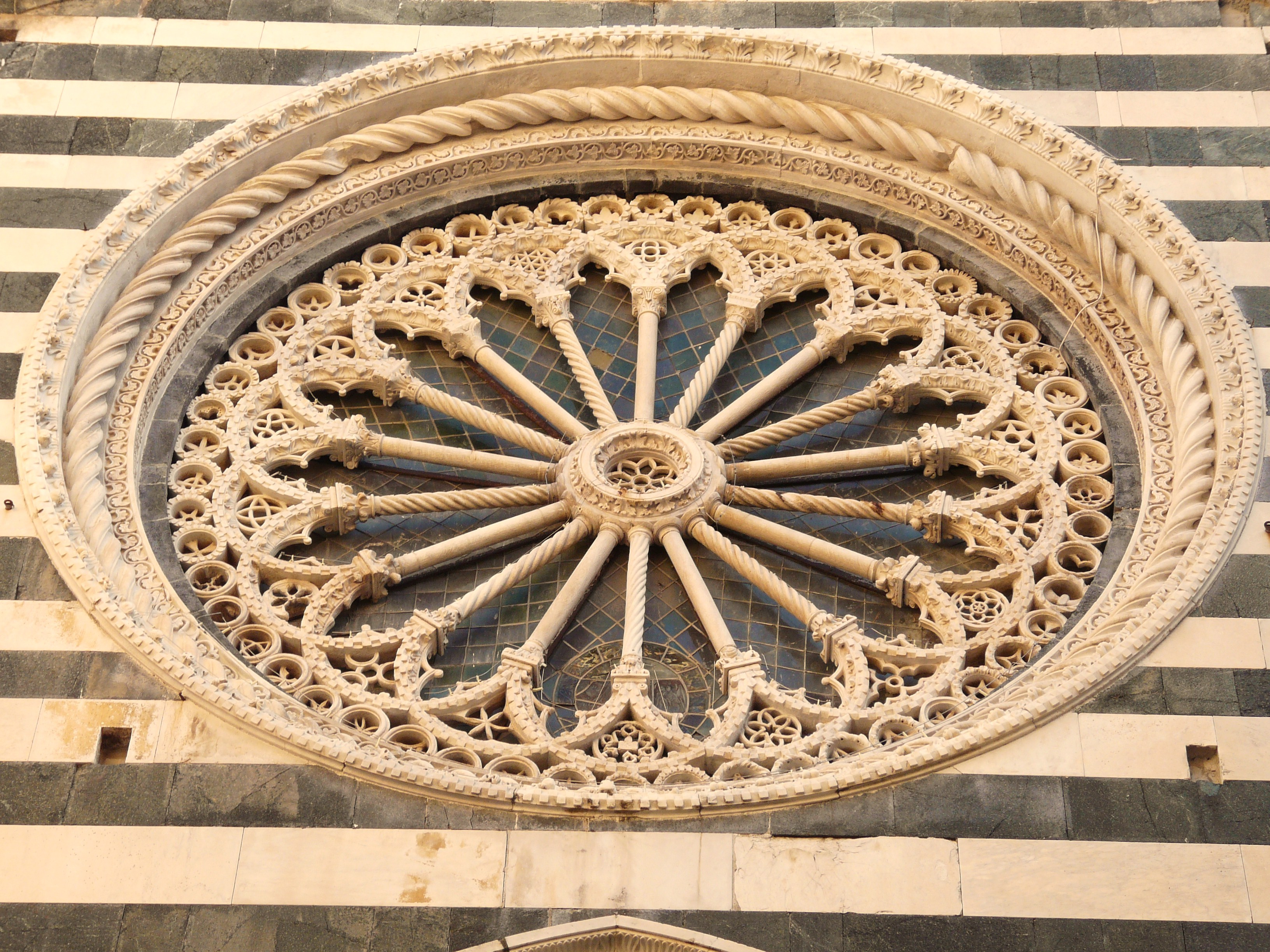
Italia, Monterosso al Mare, Iglesia de San Juan Bautista (1282-1307).
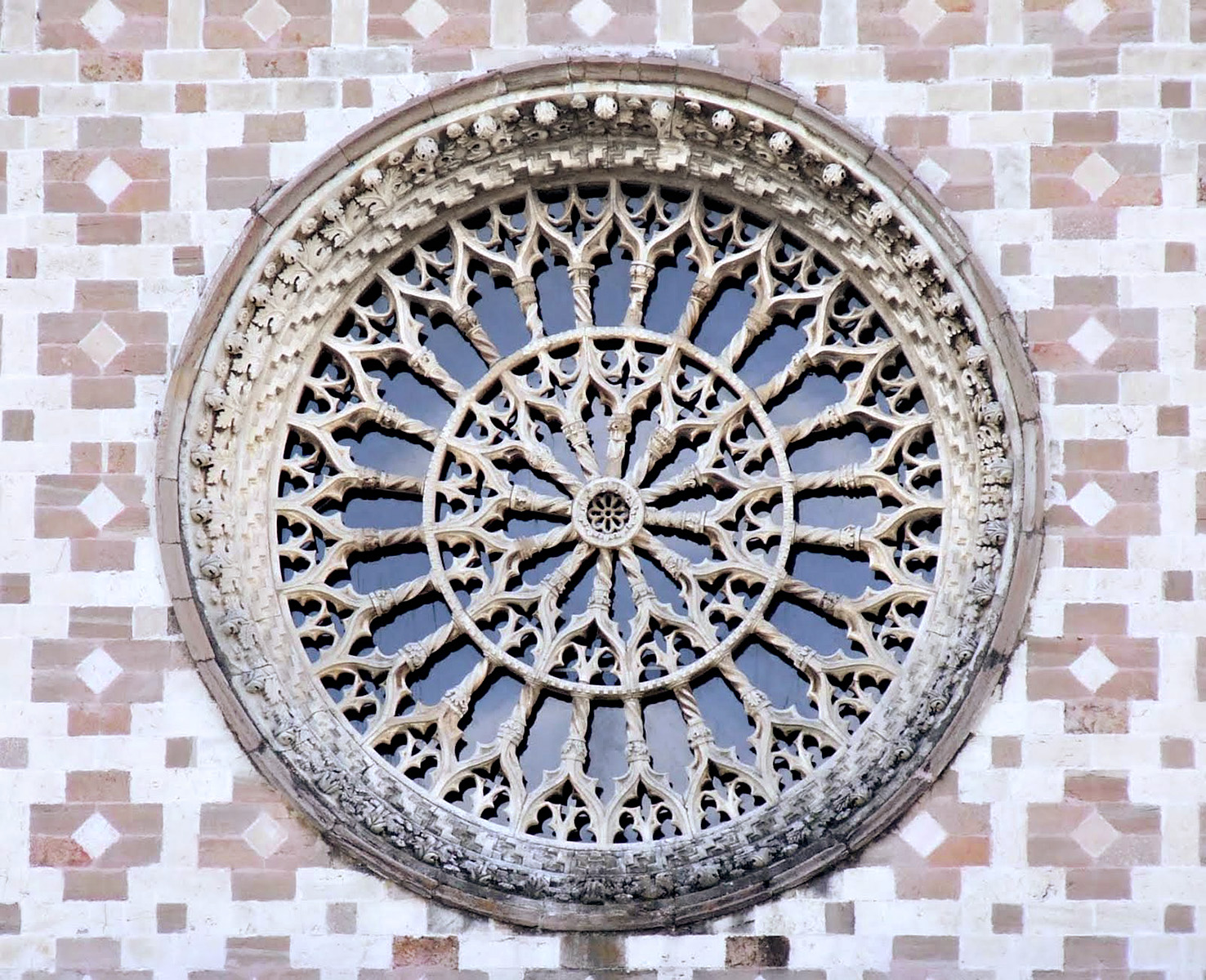
Italia, L'Aquila, Basílica de Santa María di Collemaggio, (1287).

### Renacimiento
- almohadillado[3]

### Revolución industrial
En la francmasonería, una orden fraternal que utiliza una analogía con el arte de cantero durante gran parte de su estructura, también hace uso de marcas. A un francmasón que obtenga el título de Maestro francmasón, se le pedirá que cree su propia marca, como tipo de firma única o distintivo identificativo. Algunos de estos pueden ser bastante elaborados.

### Detalles del oficio
La profesión de cantero se puede analizar siguiendo el camino de los productos elaborados. La materia prima se encuentra en una cantera. De allí hay que extraer bloques de piedra, en bruto o cortados, y transformarlos en piezas adecuadas. Hay una fase de transporte, desde la cantera hasta el punto de destino. Este punto de destino puede ser temporal (obrador del cantero) o definitivo (a pie de obra).
Las fases finales de los diversos productos (carreus, dovelles, esglaons, columnas, capiteles, ...) exigen procesos de talla y acabado. A veces con el auxilio de traces, patrones, motlles o similars.
La etapa final es la puesta en obra de las piezas perfectamente acabadas. 
- Una obra acabada puede requerir procesos de reconstrucción y restauración. Si hay elementos de piedra tallada, estas actividades serán a cargo de canteros.

## Estereotomía
Las obras de cantería son un conjunto de piezas de piedra tallada ajustadas con un grado de precisión muy alto. El conjunto de conocimientos científicos y tecnológicos que permiten (y permitían) pasar de la roca en bruto de la cantera a la pieza terminada se conoce con el nombre de estereotomía. 

## Herramientas usadas

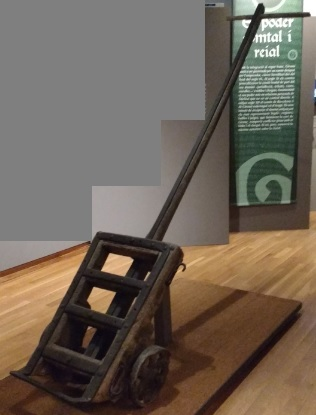
Carreta usada para transportar piedras

Los canteros disponían de diferentes herramientas e instrumentos para realizar su trabajo. Uno de los elementos que les facilitaba el trabajo eran los carros que utilizaban para transportar las piedras; una de esas carretas se puede ver en el Museo de Historia de Girona . 

### Herramientas manuales
Algunas de las herramientas manuales son las siguientes: 
- Bujarda
- Cincel
- Cincel de corte curvado
- Escoda
- Gradina
- Gripia
- Maza
- Martillo
- Plomada
- Tojadera

### Herramientas de los rompedores
Las herramientas básicas que empleaban los rompedores eran la escoda, el cortante, el pito de regatas, la picassa de diferentes tamaños, el Perpal, el azadón, la escuadra, las reglas y las galgas o la regia, el serrucho, el punzón de hierro para marcar, y las cuñas y las latas. 

### Herramientas modernas
Los canteros actuales, además de las herramientas manuales tradicionales, disponen de herramientas con motores eléctricos o neumáticos. Algunas de estas herramientas o sistemas de trabajo son nuevas: muelas para cortar, fresas mecánicas, corte por cable con abrasivo, corte por agua a presión, ...

## Rendimientos

### Rendimiento de un cantero en el uso de la bujarda
Es difícil establecer el rendimiento de un cantero a la hora de abujardado. La velocidad de trabajo depende de la dureza de la piedra y del grado de acabado que se quiere conseguir. Sin embargo, hay autores que publicaron algunas cifras para trabajos concretos.

## Documentos
- 1369. Barcelona. Ramon Merenyà, cantero de la ciudad de Girona, cobra seiscientos sueldos por las columnas de las cruces que hacía Pere Moragues (escultor y orfebre).[7]
- 1369. Cantero en la torre de Hospitalet del Infante.[8]
- 1437 a 1463. Valencia. Pagos varios a los canteros que trabajaron en la construcción de la Capilla Real de Alfonso el Magnánimo.[9]
- 1462. Treinta libras pagadas a Pascual Tholosa, maestro de casas (¿y cantero?) para la manufactura de piedras de bombarda.[10]
- 1476. Valencia. Ordenaciones del arte y oficio de los canteros.[11]
- 1588. Valencia. Confirmación del privilegio de llevar armas a los canteros.[12]
- 1653. Verdaderos rastros del arte de cantero. José Gelabert, cantero natural de Mallorca.[13]
- 1685. Lérida. Ordenaciones de los maestros de casas, canteros y Cubero de Lleida.[14]